# Správní obvod obce s rozšířenou působností Bystřice nad Pernštejnem
Správní obvod obce s rozšířenou působností Bystřice nad Pernštejnem je od 1. ledna 2003 jedním ze čtyř správních obvodů rozšířené působnosti obcí v okrese Žďár nad Sázavou v Kraji Vysočina. Čítá 39 obcí.
Město Bystřice nad Pernštejnem je zároveň obcí s pověřeným obecním úřadem, přičemž oba správní obvody jsou územně totožné.

## Seznam obcí
Poznámka: Města jsou vyznačena tučně, městyse kurzívou.
- Blažkov
- Bohuňov
- Bukov
- Bystřice nad Pernštejnem
- Býšovec
- Dalečín
- Dolní Rožínka
- Horní Rožínka
- Chlum-Korouhvice
- Koroužné
- Lísek
- Milasín
- Moravecké Pavlovice
- Nyklovice
- Písečné
- Prosetín
- Radkov
- Rodkov
- Rovečné
- Rozsochy
- Rožná
- Sejřek
- Skorotice
- Strachujov
- Strážek
- Střítež
- Sulkovec
- Štěpánov nad Svratkou
- Ubušínek
- Ujčov
- Unčín
- Věchnov
- Velké Janovice
- Velké Tresné
- Věstín
- Věžná
- Vír
- Zvole
- Ždánice

## Obyvatelstvo
| Rok  | Obyv.  | ± %    |
| ---- | ------ | ------ |
| 1869 | 25 625 | —      |
| 1880 | 25 741 | +0,5 % |
| 1890 | 25 308 | −1,7 % |
| 1900 | 24 864 | −1,8 % |
| 1910 | 24 222 | −2,6 % |

| Rok  | Obyv.  | ± %     |
| ---- | ------ | ------- |
| 1921 | 23 646 | −2,4 %  |
| 1930 | 22 359 | −5,4 %  |
| 1950 | 19 026 | −14,9 % |
| 1961 | 20 951 | +10,1 % |
| 1970 | 22 355 | +6,7 %  |

| Rok  | Obyv.  | ± %    |
| ---- | ------ | ------ |
| 1980 | 23 055 | +3,1 % |
| 1991 | 22 008 | −4,5 % |
| 2001 | 21 148 | −3,9 % |
| 2011 | 19 866 | −6,1 % |
| 2021 | 18 866 | −5 %   |